# Rauenberg (Freudenberg)
Rauenberg (ⓘ) ist ein Stadtteil von Freudenberg im Main-Tauber-Kreis in Baden-Württemberg.

## Geographie

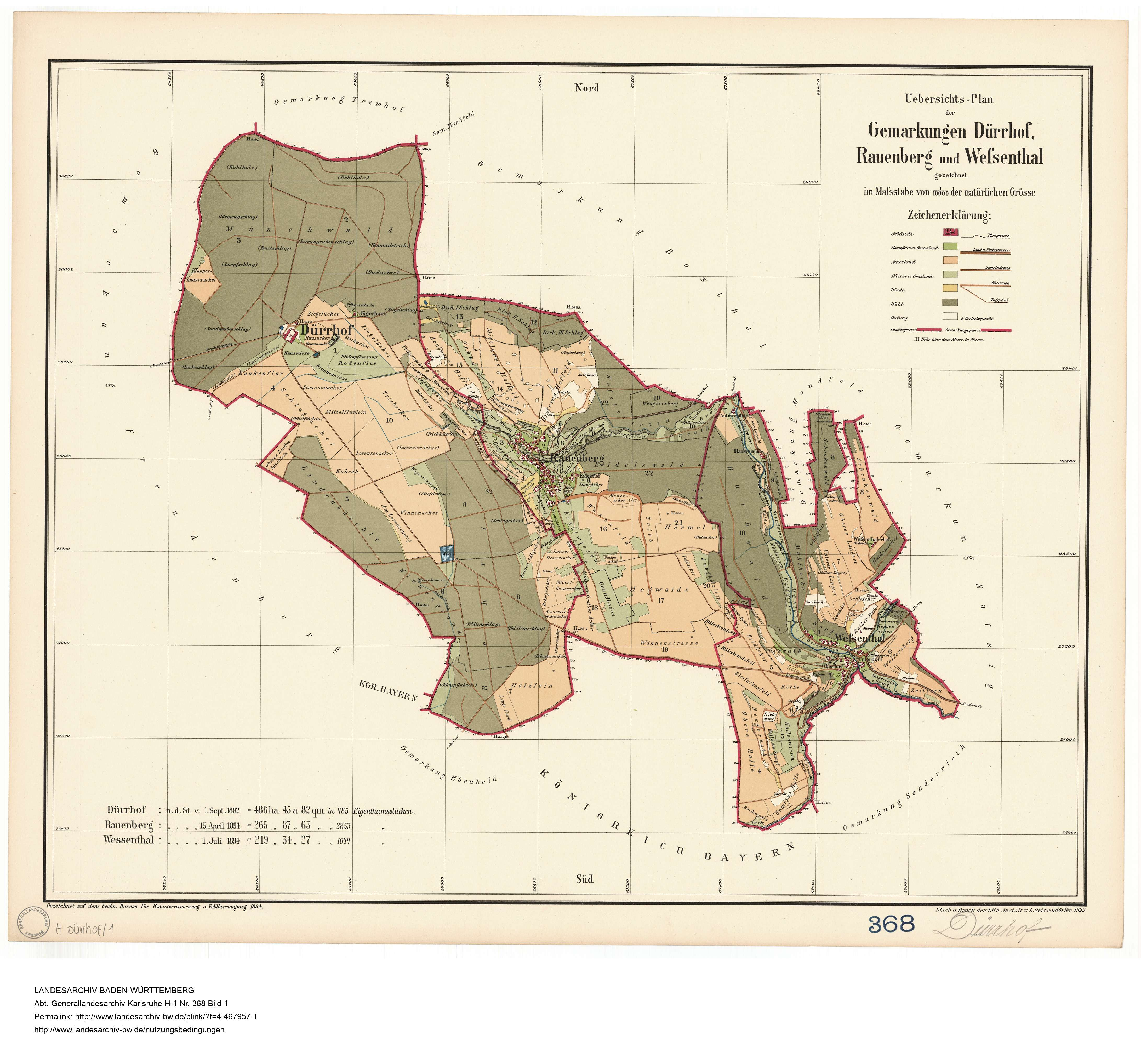
Die Gemarkungen Rauenberg, Dürrhof und Wessental nach einer Zeichnung aus dem Jahre 1894

Zur Gemarkung der ehemaligen Gemeinde Rauenberg gehören das Dorf Rauenberg (⊙), die in Rauenberg aufgegangene Ortschaft Schafhof (auch Winden) (⊙) und der Wohnplatz Dürrhof mit Forst- und Waldhaus (⊙) sowie die abgegangene Ortschaft Glappenhausen. Das Dorf erstreckt sich zu beiden Seiten des oberen Wildbachtals, dessen Talflanken sich unterhalb des Ortes tobelartig versteilen. Das Dorf wuchs seit 1960 im Nordwesten im Gewann Obere Müssig, seit 1963 im Osten im Gewann Eideisrain, seit 1966 in den Gewannen Häuseräcker und Wasenfeld sowie seit 1964 im Südwesten im Gewann Guggenberg.

## Geschichte

### Vorsiedlung
Es wird angenommen, dass der Weiler Winden, auch Wineden („durch Rodung gewonnenes Land“) oder Schafhof genannt, der 1214 erstmals erwähnt wurde, die Vorsiedlung der heutigen Ortschaft war.

### Mittelalter
Im Jahre 1219 wurde der Ort erstmals urkundlich als Rauenburc erwähnt. 1379 folgte eine weitere urkundliche Erwähnung als Rauenberg. Der Wortstamm rauh deutet auf einen bewaldeten Ort hin. Es handelt sich um eine Rodungssiedlung des Hochmittelalters in einem zum Erzbistum Mainz gehörigen Wald. Rauenberg gehörte ursprünglich zur Zehnt in Bürgstadt. Im Jahre 1219 wurde ein Heinrich von Rauenberg erwähnt. Die Ortsherrschaft lag vor 1379 bei der Deutschordenskommende Prozelten. Später wurde der Ort vom Bistum Mainz an die Rüdt von Collenberg ausgeliehen.

### Neuzeit
1659 fiel der Ort heim ans Bistum Mainz und gehörte fortan zum Oberamt Miltenberg. 1803 fiel der Ort im Zuge der Säkularisation durch den Reichsdeputationshauptschluss an die Löwenstein-Wertheim-Virneburg, bevor er im Jahre 1806 durch die Bestimmung der Rheinbundakte badisch wurde. Von 1813 bis 1938 gehörte Rauenberg zum Amt und späteren Bezirksamt Wertheim, dann ab 1938 zum Landkreis Tauberbischofsheim, der wiederum am 1. Januar 1973 im neu gebildeten Main-Tauber-Kreis aufging.
Rauenberg wurde am 31. Dezember 1972 in die Stadt Freudenberg eingemeindet.

## Religion
Rauenberg gehörte im 16. Jahrhundert ursprünglich zur Pfarrei Nassig. Durch die Gegenreformation gelangte der Ort im 17. Jahrhundert zu Freudenberg. 1669 wird eine eigene Seelsorge erwähnt. 1905 wurde eine katholische Pfarrei mit Filialgemeinden in Wessental und Ebenheid gebildet. Die evangelischen Gläubigen gehören heute wieder zu Nassig.

## Kultur und Sehenswürdigkeiten

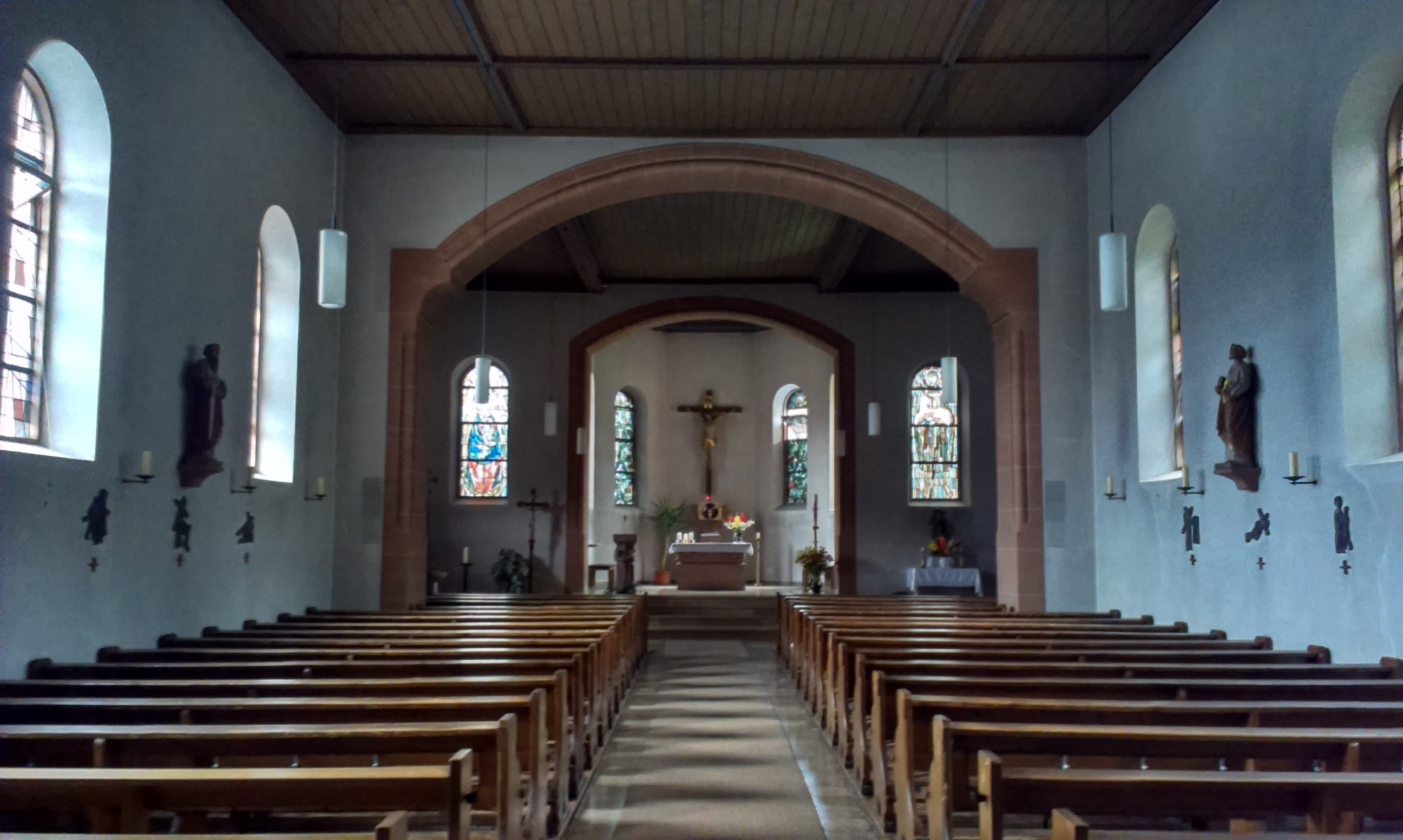
Blick in die Pfarrkirche St. Wendelin

### Pfarrkirche St. Wendelin
Die katholische Pfarrkirche St. Wendelin befindet sich im Ort. Die Wendelinuskirche stammt aus dem Jahre 1869. Daneben gibt es eine moderne Erweiterung des Schiffs mit Turm.

### Naherholung

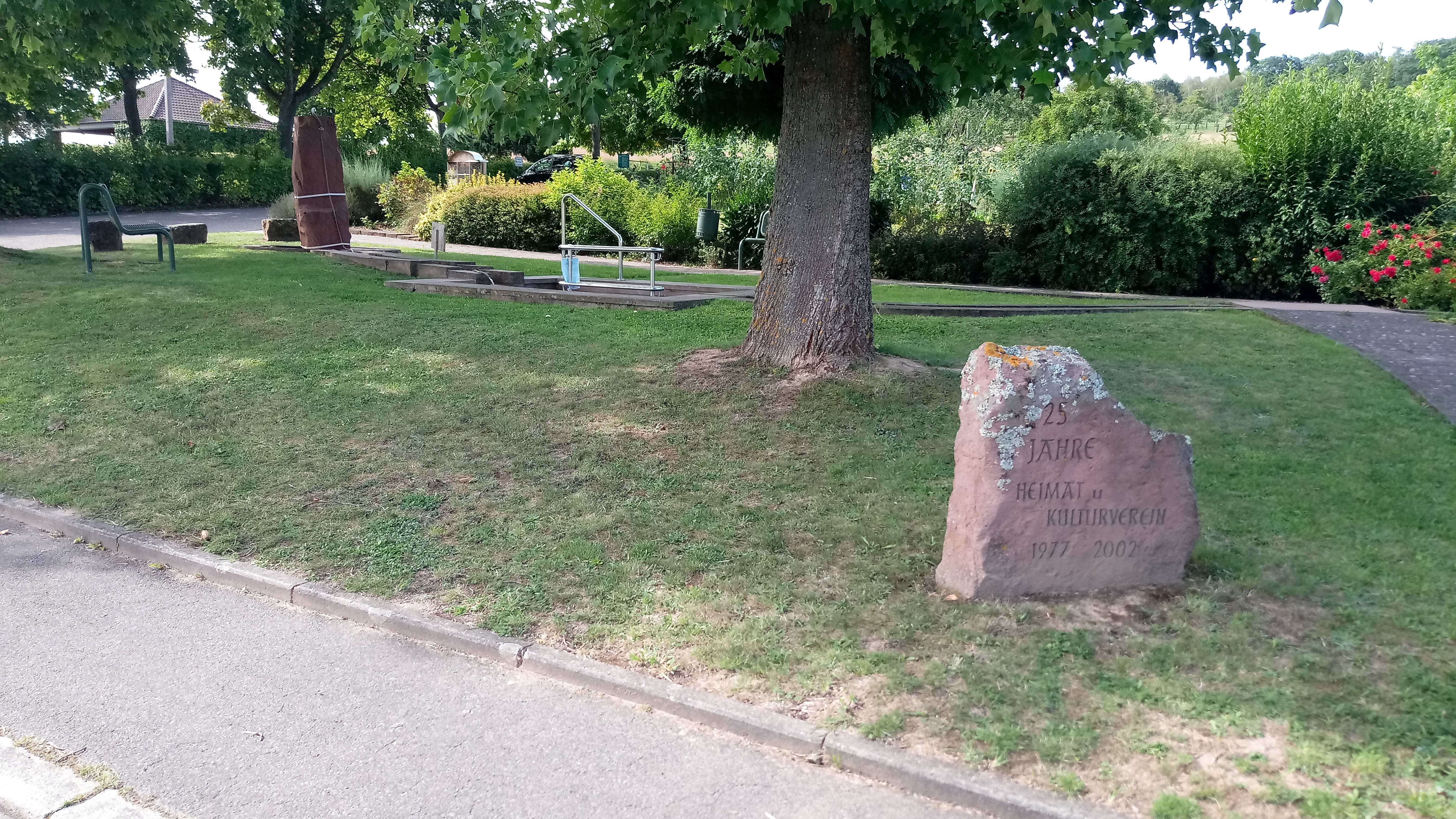
Kneipp-Anlage Rauenberg

Der zweite Rundwanderweg im Lieblichen Taubertal (LT 2) mit der Bezeichnung „Romantisches Wildbachtal“ führt von Boxtal über Rauenberg und Wessental. Beim Rauenberger Friedhof befindet sich eine Kneipp-Anlage.

### Rad- und Wanderwege
Rauenberg liegt am Radweg Liebliches Taubertal – der Sportive.

## Wirtschaft und Infrastruktur

### Bildung
Seit 1996 gibt es die Eichwald-Grundschule in Rauenberg, die auch von Kindern der Stadtteile Boxtal, Ebenheid und Wessental besucht wird.

### Verkehr
Rauenberg ist sowohl aus südlicher als auch aus nordöstlicher Richtung über die K 2831 (im Ortsbereich auch Raubachstraße genannt) zu erreichen.